# Перевальне (Сімферопольський район)
Перева́льне, до 1948 року — Ангара́ (крим. Anğara) — село в Україні, у Сімферопольському районі Автономної Республіки Крим. Підпорядковане Добрівській сільській раді. Від 2014 року окуповане Росією.

## Сучасність
Село має 19 вулиць, 4 провулки, 1143 двори, 16 садових товариств і 2 ГСК, його площа — 184,6 га. 2014 року тут числилось 3426 жителів, діють створені окупаційною адміністрацією муніципальні бюджетні загальноосвітні установи — «Перевальненська школа» та «Перевальненська початкова школа», дитячий садок «Дзвіночок», храм Євгена, єпископа Херсонеського.

## Географія
Біля села протікає однойменна річка, в яку впадає Єгерлик-Су.